# Asura andamana
Asura andamana là một loài bướm đêm thuộc phân họ Arctiinae, họ Erebidae.